# Aeródromo de Haast
El Aeródromo de Haast (en inglés: Haast Aerodrome), (OACI: NZHT) es un aeródromo que se encuentra kilómetro y medio al norte de Haast en Nueva Zelanda.

## Información operativa
- Circuito: RWY16 derecha, RWY32 izquierda
- FAL: Móvil Avgas swipecard
- Actividades comerciales no permitidas